# Isola Fisher
L'isola Fisher è un'isola rocciosa della Terra di Marie Byrd, in Antartide. L'isola, che è completamente ricoperta dai ghiacci e che è lunga circa 7 km, è situata in particolare nella parte della Terra di Marie Byrd che si sovrappone alla parte nord-orientale della Dipendenza di Ross, dove si trova davanti alla costa di Saunders, all'interno baia di Sulzberger, di cui costituisce il confine occidentale, dove è quasi completamente circondata dai ghiacci della piattaforma glaciale Swinburne, di cui invece rappresenta il confine nord-occidentale.

## Storia
Come le altre isole isole dell'arcipelago, anche l'isola Fisher fu scoperta e delineata sempre più accuratamente nel corso di tre spedizioni antartiche comandate dall'ammiraglio Richard Evelyn Byrd e svoltesi nel 1928-30, nel 1933-35 e nel 1939-41. In seguito, l'isola fu mappata dai cartografi dello United States Geological Survey grazie a fotografie scattate dalla marina militare statunitense (USN) durante ricognizioni aeree effettuate nel periodo 1959-65, e fu così battezzata nel 1966 dal comitato consultivo dei nomi antartici in onore di Wayne Fisher, membro del Dipartimento di Stato degli Stati Uniti d'America.